# Mountainbike-Orienteering-Weltmeisterschaften 2011
Die Mountainbike-Orienteering-Weltmeisterschaften 2011 fanden vom 20. bis zum 28. August 2011 in und um Vicenza in Italien statt. Italien war damit zum ersten und bislang einzigen Mal Gastgeber dieser Titelkämpfe.

## Herren

### Sprint
| Platz | Land | Athlet                 | Zeit      |
| ----- | ---- | ---------------------- | --------- |
| 1     | RUS  | Anton Foliforow        | 26:28 min |
| 2     | CZE  | Jiři Hradil            | 26:59 min |
| 3     | DEN  | Erik Skovgaard Knudsen | 27:14 min |
| 4     | CZE  | Radek Laciga           | 27:25 min |
| 5     | RUS  | Waleri Gluchow         | 27:26 min |
| 6     | POR  | Davide Machado         | 27:36 min |
|       | FRA  | Yoann Garde            | 27:36 min |
| 8     | CZE  | Marek Pospíšek         | 27:52 min |
| 9     | FIN  | Samuli Saarela         | 27:56 min |
| 10    | SUI  | Christian Hohl         | 28:11 min |

Finale: 27. August 2012, 14:00 Uhr

Ort: Sossano

Länge: 9 km

Steigung: 145 m

Posten: 23

Von 87 gestarteten Fahrern kamen 80 in die Wertung, sieben wurden disqualifiziert.

### Mitteldistanz
| Platz | Land | Athlet              | Zeit      |
| ----- | ---- | ------------------- | --------- |
| 1     | FIN  | Samuli Saarela      | 55:56 min |
| 2     | RUS  | Ruslan Grizan       | 58:42 min |
| 3     | AUT  | Tobias Breitschädel | 59:37 min |
| 4     | RUS  | Anton Foliforow     | 59:45 min |
| 5     | CZE  | Jiři Hradil         | 59:47 min |
| 6     | RUS  | Waleri Gluchow      | 59:49 min |
| 7     | CZE  | František Bogar     | 60:01 min |
| 8     | SUI  | Beat Okle           | 60:27 min |
| 9     | SUI  | Beat Schaffner      | 60:53 min |
| 10    | CZE  | Marek Pospíšek      | 61:25 min |

Finale: 25. August 2012, 10:00 Uhr

Ort: Pozzolo di Villaga

Länge: 19,1 km

Steigung: 450 m

Posten: 16

Von 90 gestarteten Fahrern kamen 88 in die Wertung, zwei wurden disqualifiziert.

### Langdistanz
| Platz | Land | Athlet                 | Zeit      |
| ----- | ---- | ---------------------- | --------- |
| 1     | FIN  | Samuli Saarela         | 2:00:12 h |
| 2     | DEN  | Erik Skovgaard Knudsen | 2:04:47 h |
| 3     | RUS  | Ruslan Grizan          | 2:06:27 h |
| 4     | SUI  | Beat Okle              | 2:07:25 h |
| 5     | POR  | Davide Machado         | 2:07:55 h |
| 6     | ITA  | Giaime Origgi          | 2:07:56 h |
| 7     | SUI  | Beat Schaffner         | 2:09:53 h |
| 8     | CZE  | Jiři Hradil            | 2:10:22 h |
| 9     | RUS  | Waleri Gluchow         | 2:10:48 h |
| 10    | SUI  | Christian Hohl         | 2:11:01 h |

Qualifikation: 22. August 2012, 9:30 Uhr

Strecke: Zugliano–Chiuppano

Zur Qualifikation traten 87 Fahrer in drei Gruppen an. Die Distanz betrug in den drei Gruppen zwischen 13,9 km und 14,2 km bei 825 Höhenmetern und 16 Posten. Die Gruppe A gewann Lasse Brun Pedersen (DEN) vor Beat Schaffner (SUI) und Christian Hohl (SUI). Die Gruppe B entschied Samuli Saarela (FIN) für sich, gefolgt von Tobias Breitschädel (AUT) und Piero Turra (ITA). In Gruppe C belegten Erik Skovgaard Knudsen (DEN), Ruslan Grizan (RUS) und Giaime Origgi (ITA) die ersten drei Plätze.
Finale: 23. August 2012, 9:30 Uhr

Strecke: Marostica–Bassano del Grappa

Länge: 37,3 km

Steigung: 1350 m

Posten: 24

Von 61 gestarteten Fahrern kamen 52 in die Wertung, neun wurden disqualifiziert. Das B-Finale über 24,4 km bei 600 Höhenmetern und 19 Posten gewann Javier García (ESP).

### Staffel
| Platz | Land  | Athleten                                                   | Zeit      |
| ----- | ----- | ---------------------------------------------------------- | --------- |
| 1     | DEN   | Bjarke Refslund Lasse Brun Pedersen Erik Knudsen Skovgaard | 2:40:51 h |
| 2     | CZE   | Radek Laciga Jiři Hradil Marek Pospíšek                    | 2:42:59 h |
| 3     | FIN   | Jussi Laurila Pekka Niemi Samuli Saarela                   | 2:43:59 h |
| 4     | RUS   | Ruslan Grizan Waleri Gluchow Anton Foliforow               | 2:44:17 h |
| 5     | EST   | Lauri Malsroos Margus Hallik Tõnis Erm                     | 2:48:14 h |
| 6     | ITA   | Piero Turra Mario Ruggiero Giaime Origgi                   | 2:48:37 h |
| 7     | FIN 2 | Juuso Jutila Samuel Pökälä Juho Saarinen                   | 2:49:04 h |
| 8     | SUI   | Beat Schaffner Christian Hohl Beat Okle                    | 2:54:22 h |
| 9     | AUT   | Tobias Breitschädel Martin Moser Bernhard Schachinger      | 2:54:54 h |
| 10    | AUT 2 | Kevin Haselsberger Andreas Rief Christof Haingartner       | 2:58:38 h |

Finale: 26. August 2012, 10:30 Uhr

Ort: Alonte

Länge: 3 × 13,8 km

Steigung: je 350 m

Posten: je 22

Von 27 gestarteten Staffeln kamen 24 in die Wertung, drei wurden disqualifiziert.

## Damen

### Sprint
| Platz | Land | Athletin            | Zeit      |
| ----- | ---- | ------------------- | --------- |
| 1     | FRA  | Gaëlle Barlet       | 26:36 min |
| 2     | FIN  | Marika Hara         | 26:38 min |
| 3     | AUT  | Michaela Gigon      | 26:43 min |
| 4     | SUI  | Christine Schaffner | 26:44 min |
| 5     | SVK  | Hana Bajtošová      | 26:49 min |
| 6     | CZE  | Martina Tichovská   | 26:52 min |
| 7     | ITA  | Laura Scaravonati   | 27:10 min |
| 8     | FIN  | Ingrid Stengård     | 27:16 min |
| 9     | CZE  | Renata Paulíčková   | 27:40 min |
| 10    | SUI  | Maja Rothweiler     | 27:41 min |

Finale: 27. August 2012, 14:00 Uhr

Ort: Sossano

Länge: 7,5 km

Steigung: 115 m

Posten: 19

Von 52 gestarteten Fahrerinnen kamen 49 in die Wertung, drei wurden disqualifiziert.

### Mitteldistanz
| Platz | Land | Athletin            | Zeit      |
| ----- | ---- | ------------------- | --------- |
| 1     | AUT  | Michaela Gigon      | 58:02 min |
| 2     | POL  | Anna Kamińska       | 58:17 min |
| 3     | DEN  | Rikke Kornvig       | 59:04 min |
| 4     | FIN  | Ingrid Stengård     | 60:11 min |
| 5     | HUN  | Anna Füzy           | 61:03 min |
| 6     | SUI  | Christine Schaffner | 61:23 min |
| 7     | RUS  | Xenia Tschernych    | 61:35 min |
| 8     | SUI  | Maja Rothweiler     | 61:59 min |
| 9     | CZE  | Martina Tichovská   | 62:28 min |
| 10    | NOR  | Marte Reenaas       | 62:31 min |

Finale: 25. August 2012, 10:00 Uhr

Ort: Pozzolo di Villaga

Länge: 16,4 km

Steigung: 390 m

Posten: 14

Von 52 gestarteten Fahrerinnen kamen 50 in die Wertung, zwei wurden disqualifiziert.

### Langdistanz
| Platz | Land | Athletin              | Zeit      |
| ----- | ---- | --------------------- | --------- |
| 1     | DEN  | Rikke Kornvig         | 1:47:59 h |
| 2     | FIN  | Ingrid Stengård       | 1:54:12 h |
| 3     | ITA  | Laura Scaravonati     | 1:57:25 h |
| 4     | RUS  | Xenia Tschernych      | 2:00:56 h |
| 5     | FIN  | Susanna Laurila       | 2:01:18 h |
| 6     | RUS  | Olga Winogradowa      | 2:02:57 h |
| 7     | AUT  | Sonja Reisinger-Zinkl | 2:04:46 h |
| 8     | SUI  | Maja Rothweiler       | 2:05:43 h |
| 9     | SVK  | Hana Bajtošová        | 2:06:29 h |
| 10    | SUI  | Ursina Jäggi          | 2:07:46 h |

Qualifikation: 22. August 2012, 9:30 Uhr

Strecke: Zugliano–Chiuppano

Zur Qualifikation traten 51 Fahrerinnen in zwei Gruppen an. Die Distanz betrug in den beiden Gruppen 10,3 km bzw. 10,4 km bei Null Höhenmetern und 14 Posten. Die Gruppe A gewann Christine Schaffner (SUI) vor Marika Hara (FIN) und Ursina Jäggi (SUI). Die Gruppe B entschied Rikke Kornvig (DEN) für sich, gefolgt von Ingrid Stengård (FIN) und Laura Scaravonati (ITA).
Finale: 23. August 2012, 9:30 Uhr

Strecke: Marostica–Bassano del Grappa

Länge: 27,5 km

Steigung: 750 m

Posten: 21

Von 49 gestarteten Fahrerinnen kamen 45 in die Wertung, vier wurden disqualifiziert.

### Staffel
| Platz | Land | Athletinnen                                              | Zeit      |
| ----- | ---- | -------------------------------------------------------- | --------- |
| 1     | SUI  | Maja Rothweiler Ursina Jäggi Christine Schaffner         | 2:42:57 h |
| 2     | LTU  | Karolina Mickevičiūtė Asta Šimkonienė Ramunė Arlauskienė | 2:46:02 h |
| 3     | SVK  | Daniela Trnovcová Stanislava Fajtová Hana Bajtošová      | 2:47:58 h |
| 4     | RUS  | Nadja Mikrukowa Olga Winogradowa Xenia Tschernych        | 2:48:06 h |
| 5     | FIN  | Susanna Laurila Marika Hara Ingrid Stengård              | 2:50:12 h |
| 6     | ITA  | Laura Scaravonati Stella Varotti Milena Cipriani         | 2:50:57 h |
| 7     | AUT  | Birgit Eisl Michaela Gigon Sonja Reisinger-Zinkl         | 2:53:19 h |
| 8     | CZE  | Barbora Chudíková Renata Paulíčková Martina Tichovská    | 2:54:22 h |
| 9     | GBR  | Emily Benham Helen Clayton Lucy Harris                   | 3:04:59 h |
| 10    | JPN  | Mikiko Minagawa Sakiko Miyauchi Naoko Kano               | 3:07:41 h |

Finale: 26. August 2012, 10:30 Uhr

Ort: Alonte

Länge: 3 × 12 km

Steigung: je 300 m

Posten: je 17

Von 14 gemeldeten Staffeln kamen zwölf in die Wertung, Dänemark wurde disqualifiziert und Ungarn trat nicht an.

## Medaillenspiegel
| Platz | Land       | Gold | Silber | Bronze | Gesamt |
| ----- | ---------- | ---- | ------ | ------ | ------ |
| 1     | Finnland   | 2    | 2      | 1      | 5      |
| 2     | Dänemark   | 2    | 1      | 2      | 5      |
| 3     | Russland   | 1    | 1      | 1      | 3      |
| 4     | Österreich | 1    | –      | 2      | 3      |
| 5     | Frankreich | 1    | -      | -      | 1      |
|       | Schweiz    | 1    | -      | -      | 1      |
| 7     | Tschechien | –    | 2      | -      | 2      |
| 8     | Polen      | –    | 1      | -      | 1      |
|       | Litauen    | –    | 1      | -      | 1      |
| 10    | Italien    | –    | -      | 1      | 1      |
|       | Slowakei   | –    | -      | 1      | 1      |

## Erfolgreichste Teilnehmer
| Platz | Athlet/in              | Gold | Silber | Bronze | Gesamt |
| ----- | ---------------------- | ---- | ------ | ------ | ------ |
| 1     | Samuli Saarela         | 2    | -      | 1      | 3      |
| 2     | Erik Skovgaard Knudsen | 1    | 1      | 1      | 3      |
| 3     | Rikke Kornvig          | 1    | -      | 1      | 2      |
|       | Michaela Gigon         | 1    | -      | 1      | 2      |

## Abschneiden Teilnehmer deutschsprachiger Nationen

### Deutschland
- Mark Huster: 29. Platz Sprint, 40. Platz Mitteldistanz, 3. Platz Langdistanz (B-Finale)
- Matthias Jahn: 79. Platz Sprint, 87. Platz Mitteldistanz
- Benjamin Michael: 27. Platz Sprint, 71. Platz Mitteldistanz, 40. Platz Langdistanz
- Kevin Stehling: 45. Platz Sprint, 75. Platz Mitteldistanz
- Staffel: 13. Platz (Michael-Stehling-Huster)

- Anke Dannowski: 26. Platz Sprint, 14. Platz Mitteldistanz, 21. Platz Langdistanz
- Lydia Jahn: 36. Platz Sprint, 38. Platz Mitteldistanz, 39. Platz Langdistanz

### Österreich
- Tobias Breitschädel: 14. Platz Sprint, 3. Platz Mitteldistanz, 14. Platz Langdistanz
- Christof Haingartner: RI-Sprint, 32. Platz Mitteldistanz, RI-Langdistanz
- Kevin Haselsberger: 31. Platz Sprint, 80. Platz Mitteldistanz, RI-Langdistanz
- Martin Moser: 22. Platz Sprint, 31. Platz Mitteldistanz, 18. Platz Langdistanz
- Andreas Rief: 51. Platz Sprint, 46. Platz Mitteldistanz, 29. Platz Langdistanz
- Bernhard Schachinger: 21. Platz Sprint, 24. Platz Mitteldistanz, 26. Platz Langdistanz
- Staffel A: 9. Platz (Breitschädel-Moser-Schachinger)
- Staffel B: 10. Platz (Haselsberger-Rief-Haingartner)

- Michaela Gigon: 3. Platz Sprint, 1. Platz Mitteldistanz, 11. Platz Langdistanz
- Sonja Reisinger-Zinkl: 26. Platz Sprint, 24. Platz Mitteldistanz, 7. Platz Langdistanz
- Staffel: 7. Platz (Birgit Eisl-Gigon-Reisinger)

### Schweiz
- Christian Hohl: 10. Platz Sprint, 19. Platz Mitteldistanz, 10. Platz Langdistanz
- Beat Okle: 17. Platz Sprint, 8. Platz Mitteldistanz, 4. Platz Langdistanz
- Beat Schaffner: 19. Platz Sprint, 9. Platz Mitteldistanz, 7. Platz Langdistanz
- Simon Seger: 38. Platz Sprint, 26. Platz Mitteldistanz, 13. Platz Langdistanz
- Rolf Wermelinger: 35. Platz Sprint, 48. Platz Mitteldistanz, 36. Platz Langdistanz
- Jonas Wicky: 28. Platz Sprint, 35. Platz Mitteldistanz, 17. Platz Langdistanz
- Staffel A: 8. Platz (Schaffner-Hohl-Okle)
- Staffel B: 14. Platz (Wicky-Seger-Wermelinger)

- Corinne Hess: 34. Platz Sprint, RI-Mitteldistanz, 34. Platz Langdistanz
- Claudia Hünig: 25. Platz Sprint, 17. Platz Mitteldistanz, 27. Platz Langdistanz
- Ursina Jäggi: 23. Platz Sprint, 19. Platz Mitteldistanz, 10. Platz Langdistanz
- Maja Rothweiler: 10. Platz Sprint, 8. Platz Mitteldistanz, 8. Platz Langdistanz
- Christine Schaffner: 4. Platz Sprint, 6. Platz Mitteldistanz, 12. Platz Langdistanz
- Staffel: 1. Platz (Rothweiler-Jäggi-Schaffner)